# Нирманакая
Нирманакая на санскрит или Тулку на тибетски е будистко понятие, част от ученията за Трикая или Трите Буда Тела и означава тяло на съчувственото проявление. Това е начин, по който се проявяват реализираните бодхисатви: те са свободни от кармичните причини да се родят в самсара, но го правят от съчувствие за да могат да бъдат полезни за съществата. По тази причина тулку е общоприетото понятие в Тибет за съзнателно прераждащите се лами.
Нирманакая има следните осем сециални качества:
1. Основа: това е неизменната Дхармакая.
2. Причина: да донесе полза на безбройните същества, а източникът е великото съчувствие.
3. Сфера: за Нирманакая съществуват различни чисти и нечисти сфери.
4. Време: докато съществува Самсара.
5. Природа или характер: проявлението на Нирманакая може да е три вида: Помощник или познавач който по някаква причина няма възможност да преподава директно Дхарма, например във времена когато не се е родил исторически Буда. Прерожденец, който преподава Дхарма. Висша Нирманакая, например Буда Шакямуни.
6. Подпомагане: на навлизането на съществата в Дхарма и пораждане на стремеж към трите вида Нирвана.
7. Съзряване: води до зрялост стъпилите на пътя и до пълно съзряване принадлежащите на Благродната Сангха.
8. Освобождение: напълно освобождава от цикличното съществувание тези, чиито положителни действия са съзрели.